# العلاقات الباربادوسية التشيلية
العلاقات الباربادوسية التشيلية هي العلاقات الثنائية التي تجمع بين باربادوس وتشيلي.

## مقارنة بين البلدين
هذه مقارنة عامة ومرجعية للدولتين:
| وجه المقارنة                                              | باربادوس       | تشيلي                         |
| --------------------------------------------------------- | -------------- | ----------------------------- |
| المساحة (كم2)                                             | 439            | 756.10 ألف                    |
| عدد السكان (نسمة)                                         | 285.72 ألف     | 17.37 مليون                   |
| الكثافة السكانية (ن./كم²)                                 | 65.08 ألف      | 22.97                         |
| العاصمة                                                   | بريدج تاون     | سانتياغو                      |
| اللغة الرسمية                                             | لغة إنجليزية   | اللغة الإسبانية               |
| العملة                                                    | دولار بربادوسي | بيزو تشيلي، وحدة حساب تشيلية ‏ |
| الناتج المحلي الإجمالي (بليون دولار)                      | 4.80 مليار     | 277.08 مليار                  |
| الناتج المحلي الإجمالي (تعادل القوة الشرائية) بليون دولار | 4.66 مليار     | 419.39 مليار                  |
| الناتج المحلي الإجمالي الاسمي للفرد دولار أمريكي          | 15.43 ألف      | 13.42 ألف                     |
| الناتج المحلي الإجمالي للفرد دولار أمريكي                 | 16.06 ألف      | 22.07 ألف                     |
| مؤشر التنمية البشرية                                      | 0.795          | 0.832                         |
| رمز المكالمات الدولي                                      | +1246          | +56                           |
| رمز الإنترنت                                              | .bb            | .cl                           |
| المنطقة الزمنية                                           | 00             | 00، 00، 00، 00                |

## منظمات دولية مشتركة
يشترك البلدان في عضوية مجموعة من المنظمات الدولية، منها:
| علم المنظمة | اسم المنظمة                                                          | تاريخ انضمام باربادوس | تاريخ انضمام تشيلي |
| ----------- | -------------------------------------------------------------------- | --------------------- | ------------------ |
|             | مؤسسة التنمية الدولية                                                | 29 سبتمبر 1999        | 30 ديسمبر 1960     |
|             | يونسكو                                                               | 24 أكتوبر 1968        | 7 يوليو 1953       |
|             | وكالة ضمان الاستثمار متعدد الأطراف                                   | 12 أبريل 1988         | 12 أبريل 1988      |
|             | الأمم المتحدة                                                        | 9 ديسمبر 1966         | 24 أكتوبر 1945     |
|             | وكالة حظر الأسلحة النووية في أمريكا اللاتينية ومنطقة البحر الكاريبي ‏ | ?                     | ?                  |
|             | الاتحاد البريدي العالمي                                              | ?                     | ?                  |
|             | البنك الدولي للإنشاء والتعمير                                        | 12 سبتمبر 1974        | 31 ديسمبر 1945     |
|             | الاتحاد الدولي للاتصالات                                             | 16 أغسطس 1967         | 1908               |
|             | منظمة حظر الأسلحة الكيميائية                                         | ?                     | ?                  |
|             | مؤسسة التمويل الدولية                                                | 25 يونيو 1980         | 15 أبريل 1957      |
|             | المركز الدولي لتسوية المنازعات الاستشارية                            | 1 ديسمبر 1983         | 24 أكتوبر 1991     |
|             | منظمة التجارة العالمية                                               | ?                     | ?                  |
|             | منظمة الشرطة الجنائية الدولية                                        | ?                     | ?                  |

## وصلات خارجية
- موقع وزارة الخارجية الباربادوسية
- موقع وزارة الخارجية التشيلية